# Де Лаат, Ицхак
Ицхак де Лаат (нидерл. Itzhak de Laat ; род. 13 июня 1994) — нидерландский шорт-трекист, участник зимних Олимпийских игр 2018 и  2022 годов, трёхкратный чемпион Европы по шорт-треку и многократный призёр, а также двукратный чемпион мира по шорт-треку и двукратный серебряный призёр.

## Спортивная карьера
Ицхак де Лаат родился в городе Леуварден, где под влиянием отца начал заниматься конькобежным спортом с 8-летнего возраста на базе клуба «Trias Shorttrack» под руководством Марка Схеепстра. 
В 2010 году на юниорском чемпионате мира в Тайбэе в составе мужской команды занял 7-е место в эстафете. Он дебютировал на Кубке мира в Дрездене в 2011 году, и занял 28-е места на дистанциях 500 и 1500 м, а следом занял 13-е место в общем зачёте на чемпионате мира среди юниоров в Курмайоре. Следующие два сезона Ицхак продолжал участвовать в юношеских чемпионатах мира, но высоких мест не занимал.
В декабре 2014 года де Лаат на Кубке мира выиграл серебряную медаль в Шанхае и золотую медаль в Сеуле в эстафетах, а в январе 2015 года он впервые завоевал бронзовую медаль на чемпионате Европы в Дордрехте в составе эстафетной команды. В феврале на этапе Кубка мира в Эрзуруме занял 3-е место в мужской эстафете. В сезоне 2015/16 годов он выиграл ещё два серебра в эстафетах в Дордрехте и Монреале.
В марте 2016 года Ицхак де Лаат дебютировал на чемпионате мира в Сеуле, где занял 31-е место в личном зачёте многоборья. На Кубке мира в сезоне 2016/17 годов он выиграл в эстафетах четыре серебряные медали и одну золотую. Первое золото де Лаат завоевал в январе 2017 года на чемпионате Европы в Турине. В эстафете на 5000 м голландские конькобежцы с результатом 6:56.809 завоевали золотые медали опередив соперников из России и Италии.
В марте 2017 года он выиграл ещё одну золотую медаль в эстафете на чемпионате мира в Роттердаме. Ещё одну золотую медаль в свой актив де Лаат завоевал на чемпионате Европы в Дрездене 2018 года. В эстафете голландские конькобежцы с результатом 6:36.198 завоевали золотые медали, опередив соперников из России (6:36.273 — 2-е место) и Венгрии (6:36.348 — 3-е место)
На зимних Олимпийских играх 2018 де Лаат заявлен для выступления в забеге на 500 м, 1500 м и эстафете. 10 февраля во время финального забега на 1500 м в общем зачёте с результатом 2:12.362 он занял 6-е место. Де Лаат последующие 2 года дважды выиграл серебряные медали в эстафете на чемпионатах Европы в Дордрехте 2019 и Дебрецене 2020 годах и завоевал личную серебряную медаль в беге на 1500 м в том же Дебрецене. Также в декабре 2020 года выиграл серебряные медали в беге на 500, 1000 и 1500 м на Национальном чемпионате по отдельным дистанциям.
В начале 2021 года на чемпионате Европы в Гданьске он завоевал золото в эстафете и три бронзовые медали, в том числе в абсолютном зачёте. Весной на чемпионате мира в Дордрехте завоевал серебро на дистанции 1500 м, уступив только канадцу Шарлю Амлену и оставив на 3-м месте россиянина Семёна Елистратова. Он также занял 5-е место в общем зачёте многоборья и выиграл золотую медаль в эстафете.
В октябре 2021 года на Кубке мира в Пекине де Лаат занял 1-е место в мужской эстафете и 2-е место в смешанной эстафете. В Нагое и Дебрецене также стал 2-м на дистанции 1000 м, а в ноябре в Дордрехте вновь выиграл золото в смешанной эстафете. Зимние Олимпийские игры в Пекине он начал 5 февраля со смешанной эстафеты, где с командой занял 4-е место, 7 февраля занял 5-е место на дистанции 1000 м, а в беге на 1500 м и 500 м занял соответственно 30-е и 28-е места.
В апреле на чемпионате мира в Монреале вместе с товарищами Ицхак выиграл серебряную медаль в эстафете и в общем зачёте многоборья занял 9-е место.

## Личная жизнь
В свободное время занимается живописью. Ицхак творчески подходит к разработке шлемов. Аэрографом наносит самые красивые рисунки на конькобежные шлемы себе и другим. Его отец много рисует, а мама создает свои собственные художественные проекты и ищет среди них других художников. В школе его больше интересовало рисование, чем внимание. А в начальной школе много чего делал из дерева и занимался творчеством своими руками.